# インポッシブル (お笑い)
インポッシブルは、吉本興業（東京本社）所属のお笑いコンビ。2005年4月結成。NSC東京校10期生。

## プロフィール
ひるちゃん（本名・旧芸名：蛭川 慎太郎〈ひるかわ しんたろう〉1986年4月1日 -）（39歳）
ボケ担当。
神奈川県小田原市出身。血液型O型、身長171cm、体重72kg。神奈川県立百合丘高等学校卒業。
趣味はスケートボード等、特技はスケートボードのボードスライド等。
2024年10月9日入籍、12月24日結婚発表。
えいじ（本名・旧芸名：井元 英志〈いのもと えいじ〉1984年2月17日 -）（41歳）
ツッコミ担当。
福岡県筑紫野市出身。血液型O型、身長172cm、体重65kg。
趣味は野球観戦（福岡ソフトバンクホークスファン）等、特技は100m走等。

## 来歴
- えいじは志村けんに憧れ、ひるちゃんはバラエティ番組『めちゃ×2イケてるッ!』（フジテレビ）での岡村隆史（ナインティナイン）に憧れたのをきっかけにお笑い芸人を志し、2004年にそれぞれ別々に東京NSCに入学（10期生）。
- えいじは最初コンビを組めずネタ見せにも参加していなかったが、NSCの夏合宿を前に「絶対に合宿でコンビを組む」と決め、前々から目を付けていたひるちゃんを誘った[4]。
  - ひるちゃんは当時トリオを組んでいたが、「FUJIWARAさんみたいなコントができる相方が欲しい」と思っていたえいじに熱心に誘われたため、トリオを抜けてえいじとコンビを組んだ[5][出典無効]。
- 2005年にNSCを卒業、コンビとしてデビュー。コンビ名の由来は、ひるちゃんの趣味であるスケートボードのトリック技から。
- 同期には2000年代後半のお笑いブームで活躍したオリエンタルラジオ、はんにゃ、フルーツポンチ、トレンディエンジェルなどがおり、インポッシブルも『爆笑レッドカーペット』（フジテレビ）などに出演。後述のような独特のスタイルのコントを一貫して行ってきた。
- 2019年には2人の活動名義を本名から芸名の「えいじ」「ひるちゃん」に改めた。2020年8月からは『有吉の壁』（日本テレビ）に出演、「JKボンバーズ」のネタが話題を呼ぶなど活躍を見せる。また1期後輩のチョコレートプラネットとは関係が深く、チョコレートプラネットのYouTubeチャンネルやコントライブなどでたびたび共演している。

## 芸風
主にコント。明確なボケ・ツッコミはなく、ひたすらにハイテンションで押し切る力業の芸風。効果音を自分たちの口から出したり、段ボールの小道具を駆使したりするなど、一見チープな表現をも笑いの一部としてネタに組み込んでいる。
ショートコント
- 「でっかい昆虫と戦おう」シリーズ：2メートル級のカブトムシ、ダンゴムシ、カマキリ等を想定して仮想の巨大な虫と戦うというものが多い。結成初期からの十八番ネタだったが、武井壮の持ちネタと被っていることもあり演じる頻度が減少している。
- 「必殺仕事人20××」： 必殺シリーズのパロディで、オリジナルの仕事人を紹介していくコント。
- 「必殺技出ちゃった」シリーズ：日常の中で無意識に「スペシウム光線」の発射ポーズを取ってしまい、うっかり必殺技を出してしまうというコント。ただし発射ポーズはウルトラマンのそれとは異なっている[注 2]。

上記のようなショートコントだけでなく、長尺のシチュエーションコントを披露することもあるが、基本的には「でっかい昆虫と戦おう」シリーズと同様の不条理な状況を想定したもので、ストーリー性のあるものは少ない。
漫才を演じることもあり、ドキュメンタリー番組『芸人ドキュメンタリー 下がり上がり』でテレビ初漫才を披露した。また『M-1グランプリ』にも出場経験があり、同大会の予選でネタの制限時間をオーバーした際に行われる演出（爆発の効果音とともに照明が暗転、または赤一色になる）をあえて利用して「江戸が燃えてるー！」などの奇天烈なオチをしばしば行った。

## 賞レースでの戦績

### M-1グランプリ
| 年度   | 成績         | 会場                     | 日時       |
| ------ | ------------ | ------------------------ | ---------- |
| 2006年 | 2回戦進出    | ラフォーレ原宿           | 2006/11/03 |
| 2007年 | 2回戦進出    | ラフォーレ原宿           | 2007/11/03 |
| 2008年 | 2回戦進出    | TOKYO FM HALL            | 2008/11/02 |
| 2009年 | 3回戦進出    | ルミネtheよしもと        | 2009/11/27 |
| 2010年 | 3回戦進出    | よしもとプリンスシアター | 2010/11/13 |
| 2015年 | 3回戦進出    | ルミネtheよしもと        | 2015/10/24 |
| 2016年 | 2回戦進出    | 雷5656会館ときわホール   | 2016/10/12 |
| 2018年 | 準々決勝進出 | NEW PIER HALL            | 2018/11/06 |
| 2019年 | 準々決勝進出 | NEW PIER HALL            | 2019/11/19 |
| 2020年 | 準々決勝進出 | NEW PIER HALL            | 2020/11/17 |

### THE SECOND 〜漫才トーナメント〜
| 年     | 結果                          |
| ------ | ----------------------------- |
| 2023年 | ノックアウトステージ32→16進出 |
| 2024年 | ノックアウトステージ32→16進出 |
| 2025年 | 選考会敗退                    |

## 出演

### テレビ
- 有吉の壁（日本テレビ）
  - 不定期出演
  - 番組内の企画『男版THE W』（2020年12月9日放送分）では女子高生に扮したユニット『JKボンバーズ』として初代クイーンに輝いた[13]。
  - 2024年度年間優勝
- お笑い登龍門ギャッハ（フジテレビ721）
- アメトーーク!（テレビ朝日） - 裸芸人スペシャル（2007年11月8日）、ザキヤマ&フジモンがパクりたい-1グランプリ（2016年2月21日、7月1日、2017年3月26日）、こち亀芸人（2019年9月5日[14]、ひるちゃんのみ）
- おはスタ（テレビ東京） - 『OHA調査隊』のメンバーとしてレギュラー出演
- お笑いDynamite!（TBSテレビ、2007年12月28日～12月29日） - 白組メンバーで出演。キャッチコピーは「見えない敵と戦う男達」
- エンタの天使（日本テレビ、2008年7月23日） - キャッチコピーは「型破りなバイオレンス劇場」
- エンタの神様（日本テレビ）キャッチコピーは『非情な裏「架」業』
- 少年タカトシ（BSジャパン）
- キンコンヒルズ（テレビ東京）
- 笑う妖精（テレビ朝日）
- 爆笑トライアウト（NHK）
  - 会場審査で1位（465TP）となりオンバト挑戦権獲得。視聴者投票は2位（1134票）。
- 爆笑オンエアバトル（NHK総合）戦績2勝0敗 最高369KB
- 爆笑ピンクカーペット（フジテレビ） - キャッチコピーは「それ行け!戦え!」
- 爆笑ホワイトカーペット（フジテレビ、2009年10月3日） - キャッチコピーは「体つかってます」
- 爆笑レッドカーペット（フジテレビ、2009年11月21日） - キャッチコピーは「体つかってます」
- オールザッツ漫才（毎日放送、2009年12月29日）Foot Cut Battleに出場。結果は40組中3位。
- U・LA・LA@7（TOKYO MX、2010年7月13日） 「よしもとうららちゃん」コーナー
- 人志松本の○○な話（フジテレビ、2011年7月29日放送）ケンドーコバヤシがハマッている芸人として紹介
- じわじわチャップリン（テレビ東京）
- 芸人ドキュメンタリー 下がり上がり（フジテレビ、2017年1月4日）

ほか多数

### ラジオ
- 芸人お試しラジオ「デドコロ」（2024年4月 - 5月、火曜会) [15]

### 映画
- 有吉の壁 カベデミー賞 THE MOVIE（2022年6月11日、ライブビューイングジャパン）[16]
  - 「ドライブ・アイ・サー」えいじのみ
  - 「まっぱ MAPPA」ひるちゃんのみ

## 単独ライブ
- 2010年
  - 2月20日 - 「HELL GAME」（シアターブラッツ/東京）
- 2011年
  - 9月25日 - 「HELL GAME 2」（シアターブラッツ/東京）
- 2013年
  - 8月18日 - 「HELL GAME 3」（ヨシモト∞ホール/東京）
- 2014年
  - 8月1日 - 「HELL GAME 4」（大宮ラクーンよしもと劇場/埼玉）
- 2016年
  - 4月24日 - インポッシブル結成満十年記念単独ライブ「HELL GAME」（ルミネtheよしもと/東京）
- 2017年
  - 3月4日 - インポッシブル・ザ・ベスト「HYPER MEGA HITS REVOLUTION」（ルミネtheよしもと/東京）
- 2018年
  - 6月8日 - インポッシブル単独ライブ「HEAVEN`S GATE」（ルミネtheよしもと/東京）
- 2019年
  - 2月19日 - インポッシブル単独ライブ「HELL GAME in 北海道」（BFHホール/北海道）
  - 4月27日 - インポッシブル単独ライブ 『HELL GAME 3～LAST HEISEI～』（ルミネtheよしもと/東京）
- 2020年
  - 12月18日 - インポッシブルベストネタライブ「不死身FES 2020」（ルミネtheよしもと/東京）

## CM
- メルカリ フリマアプリ（2017年3月 - ）[17]
- ライフネット生命（2021年2月）有吉の壁とのコラボで、前述の『JKボンバーズ』として出演。